# Walnut Grove (Missouri)
Walnut Grove – miasto w Stanach Zjednoczonych, w stanie Missouri, w hrabstwie Greene.